# Віялохвістка арафурська
Віялохвістка арафурська (Rhipidura dryas) — вид горобцеподібних птахів родини віялохвісткових (Rhipiduridae).

## Поширення
Вид поширений на островах та узбережжі навколо Арафурського моря — на Малих Зондських островах, на півночі Австралії та на півдні Нової Гвінеї.